# Alexej Dmitrik
Alexej Vladimirovič Dmitrik (rusky Алексей Владимирович Дмитрик; * 12. dubna 1984) je ruský sportovec, jehož specializací je atletická disciplína skok do výšky.

## Kariéra
V roce 2001 se stal mistrem světa na dorosteneckém šampionátu do 17 let v Debrecínu. Zlatou medaili získal v témže roce také na evropském olympijském festivalu mládeže ve španělské Murcii. O rok později neuspěl na juniorském mistrovství světa v jamajském Kingstonu, kde ve finále obsadil s výkonem 205 cm až 14. pozici. Na juniorském mistrovství Evropy 2003 ve finském Tampere získal stříbrnou medaili, když prohrál jen s českým výškařem Jaroslavem Bábou. V roce 2005 obsadil páté místo na mistrovství Evropy do 23 let.
V roce 2009 vyhrál výkonem 230 cm halový mítink Brněnská laťka. Svůj první úspěch mezi dospělými zaznamenal na halovém ME 2009 v italském Turíně, kde získal společně s Kypřanem Kyriakosem Ioannouem stříbrnou medaili. V roce 2010 se stal vítězem mítinku Novinářská laťka a podruhé vyhrál Brněnskou laťku. Na Mistrovství Evropy v atletice 2010 v Barceloně obsadil výkonem 226 cm 7. místo. O rok později vybojoval výkonem 235 cm stříbrnou medaili na světovém šampionátu v jihokorejském Tegu.

## Osobní rekordy
- hala – 234 cm – 29. ledna 2005, Glasgow
- venku – 236 cm – 23. července 2011, Čeboksary